# Nersia ornata
Nersia ornata är en insektsart som beskrevs av Melichar 1912. Nersia ornata ingår i släktet Nersia och familjen Dictyopharidae. Inga underarter finns listade i Catalogue of Life.